# Zygmunt Inwald
Zygmunt (Zyskind) Inwald (ur. 1894, zm. 1954 w Szwajcarii) – polski przemysłowiec żydowskiego pochodzenia.

## Życiorys
Urodził się w rodzinie Nathana Inwalda i Estery Brandly z d. Heyman. Ożenił się z Zyslą Zofią Szpigelman. Mieli jedno dziecko.
W śląskim przemyśle cynkowym przez wiele lat dominowały dwie rodziny – Fürstenbergów i Inwaldów. Fürstenberg zajmował się produkcją galwanizowanej blachy, a zakład należący do Inwaldów produkował biel cynkową (proszek tlenku cynku) jako podstawę do produkcji farby. Na początku lat 30. XX w. Fürstenberg zainstalował jednakże nowy kocioł i postanowił zająć się również produkcją bieli cynkowej, zmieniając w ten sposób wieloletnie porozumienie rodzinne i stając się bezpośrednim konkurentem Inwaldów.
Kiedy Zygmunt Inwald dowiedział się o planach Fürstenberga, sam zapoczątkował produkcję galwanizowanej blachy cynkowej we własnej fabryce w Kostuchnie. Linia produkcyjna nie była jednak wydajna. W tym właśnie czasie skontaktował się z Inwaldem młody inżynier ze Lwowa, który szukał pracy w Polsce po powrocie z Chin i Stanów Zjednoczonych – Tadeusz Sędzimir. Inwald i Sędzimir spotkali się pod koniec 1931 r. na śniadaniu w kawiarni w Warszawie. Wskutek tego spotkania Inwald oddał Sędzimirowi jedną dużą halę produkcyjną, nazwaną „Cynkownia Sędzimira”, gdzie powstała wkrótce pierwsza linia produkcyjna z zastosowaniem zupełnie nowatorskiej technologii. Od tej pory w Polsce, właśnie w zakładach Inwalda, zaczęto produkować zupełnie nowy, nieznany dotąd na świecie rodzaj blach ocynkowanych.
W 1938 roku Zygmunt Inwald był dyrektorem w Zakładach Bieli Cynkowej i Przetworów Chemicznych „Huta Feniks” w Będzinie.
Po wybuchu wojny wyjechał wraz z rodziną do Warszawy. Trafił do warszawskiego getta. Zamieszkał w kamienicy przy ul. Leszno 22. Dzięki znajomości z Alfem Szwarcbaumem, otrzymywał od niego paczki z żywnością ze Szwajcarii. Udało mu się wraz z rodziną uzyskać paszport Hondurasu. Jego syn Anatol brał udział w powstaniu warszawskim. Walczył w I plutonie, kompanii „Anna”, batalionu „Gustaw” Armii Krajowej. Poległ 1 września 1944 roku na placu Krasińskich.
Po wojnie zamieszkał przy ul. Grottgera w Warszawie.